# Andrea Leskovec
Andrea Leskovec, komparativistka in prevajalka* 1969, Sindelfingen.

## Življenje
Dr. Andrea Leskovec se je rodila 17. oktobra leta 1969 v Sindelfingenu v Nemčiji. Tam je končala srednjo šolo s pisanjem mature, nato pa se je preselila v Slovenijo, od koder je izviral njen oče, mati pa je bila Nemka. Za eno leto je odšla študirat v Slovenijo, kjer je kasneje tudi ostala. Živela je v Kočevju.  

## Študij
Vpisala se je na Filozofsko fakulteto, in sicer na dvopredmetni študij primerjalne književnosti in germanistiko. V času študija je veliko tudi prevajala.

## Zaposlitev
Andrea Leskovec se je veliko ukvarjala s prevajanjem, približno 10 let, pozneje pa se je zaposlila na Filozofski fakulteti Univerze v Ljubljani. Najbolj so jo zanimale teme, povezane z zgodovino, umetnostno zgodovino, družboslovjem ter filozofijo. Po končanem študiju je bila nekaj časa dopisnica pri nemškem časopisu, nato pa je službovala v založbi v Münchnu. Zadnjih 20 let je zaposlena na Filozofski fakulteti. Je izredna profesorica na oddelku za prevajalstvo, kjer poučuje predmete, kot so družba, kultura in literatura nemških govornih področij ter prevodno usmerjene besedilne kompetence v nemškem jeziku: Analiza besedil v nemščini in prevajanje iz slovenščine v nemščino.

## Delo
Njeno delo je večinoma usmerjeno v nemški jezik, na nemško govorno področje, vendar je marsikatero povezano tudi s temami o primerjalni književnosti. Največji poudarek daje na raziskovanje nemškega govornega območja, primerjave nemških in slovenskih del ter prevodov. Večina njenih del je v nemškem jeziku. 
Njeno diplomsko delo iz leta 1999 je bilo Sodobni nemški roman in postmodernizem: Peter Handke, Robert Schneider, Patrick Süskind in Botho Strauß, leto prej pa je napisala diplomsko delo z naslovom Der Spiegel der Unendlichkeit: postmoderne Elemente in der Unendlichen Geschichte von Michael Ende, za katerega je prejela fakultetno Prešernovo nagrado.
Leta 2002 je napisala svoje magistrsko delo Ein Kleid aus Sonnenlicht: Spuren der Kindheit in der zeitgenössischen deutschsprachigen Literatur von Autorinnen: Magisterarbeit.
Objavljala je tudi v časopisu Gledališki list SNG Drama, za katerega je napisala članek Še vedno vihar, v luči kulturoloških razprav. 
Za revijo Primerjalna književnost je leta 2014 napisala članek O zgodovinskosti in nezgodovinskosti književnih upodobitev mejnih pojavov. »Mejne izkušnje lahko razumemo kot antropološko univerzalijo, vendar sta lahko njihovi definicija in vsebina povsem različni. Literarna besedila mejne izkušnje inscenirajo kot transgresijo in transformacijo različnih ureditev, pri čemer nas zanima, v kolikšni meri inscenacija mejnih fenomenov na ravni diskurza sledi bolj ali manj enotni strukturi« (Leskovec 2014: 213).
Leta 2016 je bila urednica revije Primerjalna književnost: Besede o ljubezni: ljubezen v filozofiji, literaturi in umetnosti, za katero je skupaj z Dejanom Kosom in Špelo Virant napisala tudi predgovor. »Ljubezen je kot temeljna človeška izkušnja vseskozi del literarnega diskurza« (Kos, Leskovec, Virant 2016: 7).
V reviji Jezik in slovstvo je leta 2020 objavila članek z naslovom Izkustvo tujega in responzivnost v Cankarjevem romanu Tujci. 
Istega leta je v drugi številki revije Jezik in slovstvo objavila članek Utopije ljubezni v Cankarjevem romanu Milan in Milena. »Predmet pričujočega prispevka je roman Milan in Milena Ivana Cankarja, ki velja za eden prvih erotičnih romanov slovenske literature« (Leskovec 2020: 101).
Poleg pisanja člankov je Andrea Leskovec tudi avtorica učbenika v nemščini Vergangenheitsbewältigung: deutschsprachige Literatur und nationalsozialistische Vergangenheit, katerega teme so nemška književnost, holokavst, nacizem, zgodovina in literatura.
Za poučevanje na Filozofski fakulteti je napisala več skript in učnih gradiv z naslovom Literatura nemških govornih področji. 
Med njena dela spada tudi več znanstvenih morfologij in separatov, ki so večinoma v nemščini.